# Santo Sepulcro (Calatayud)

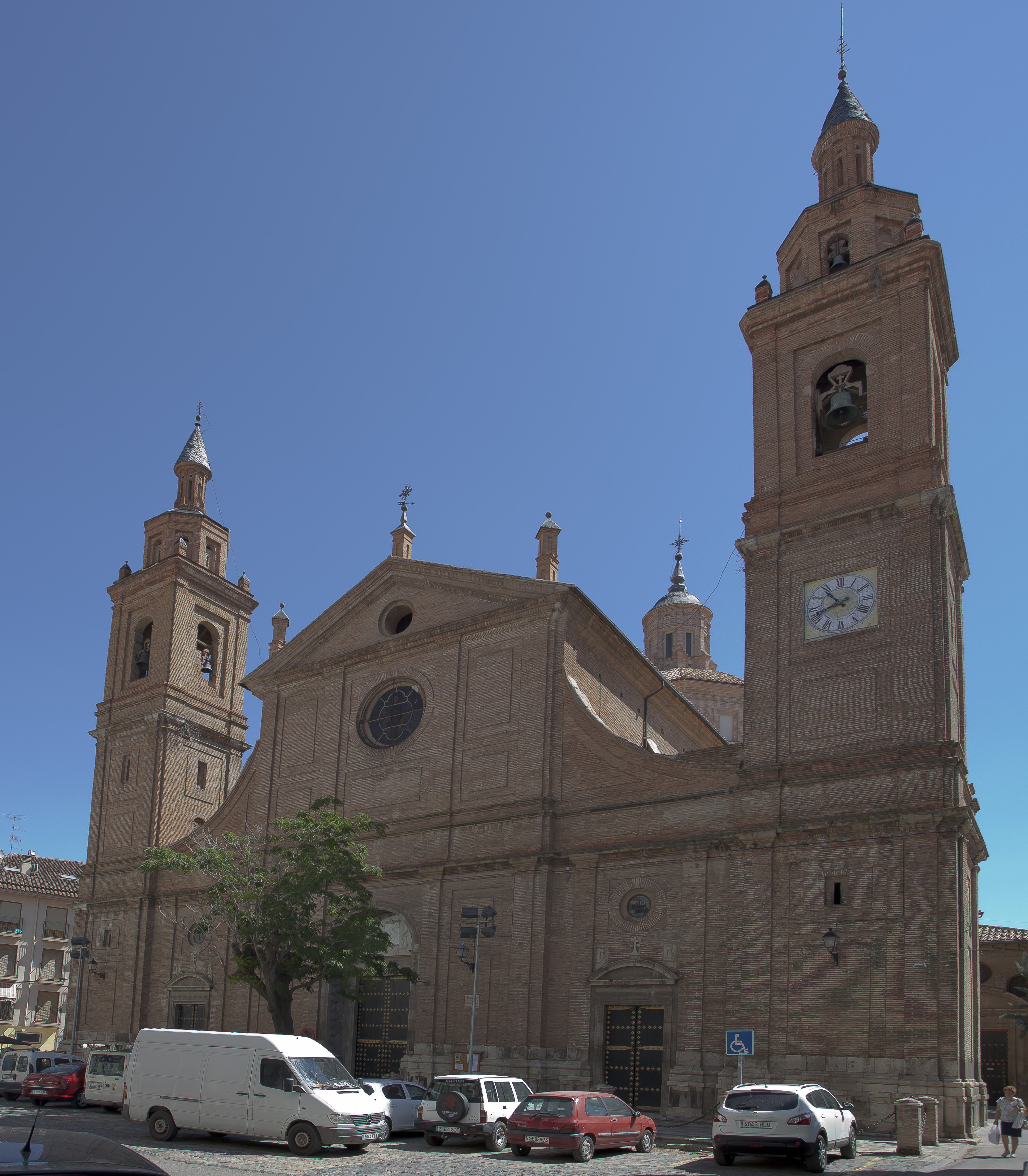
Santo Sepolcro

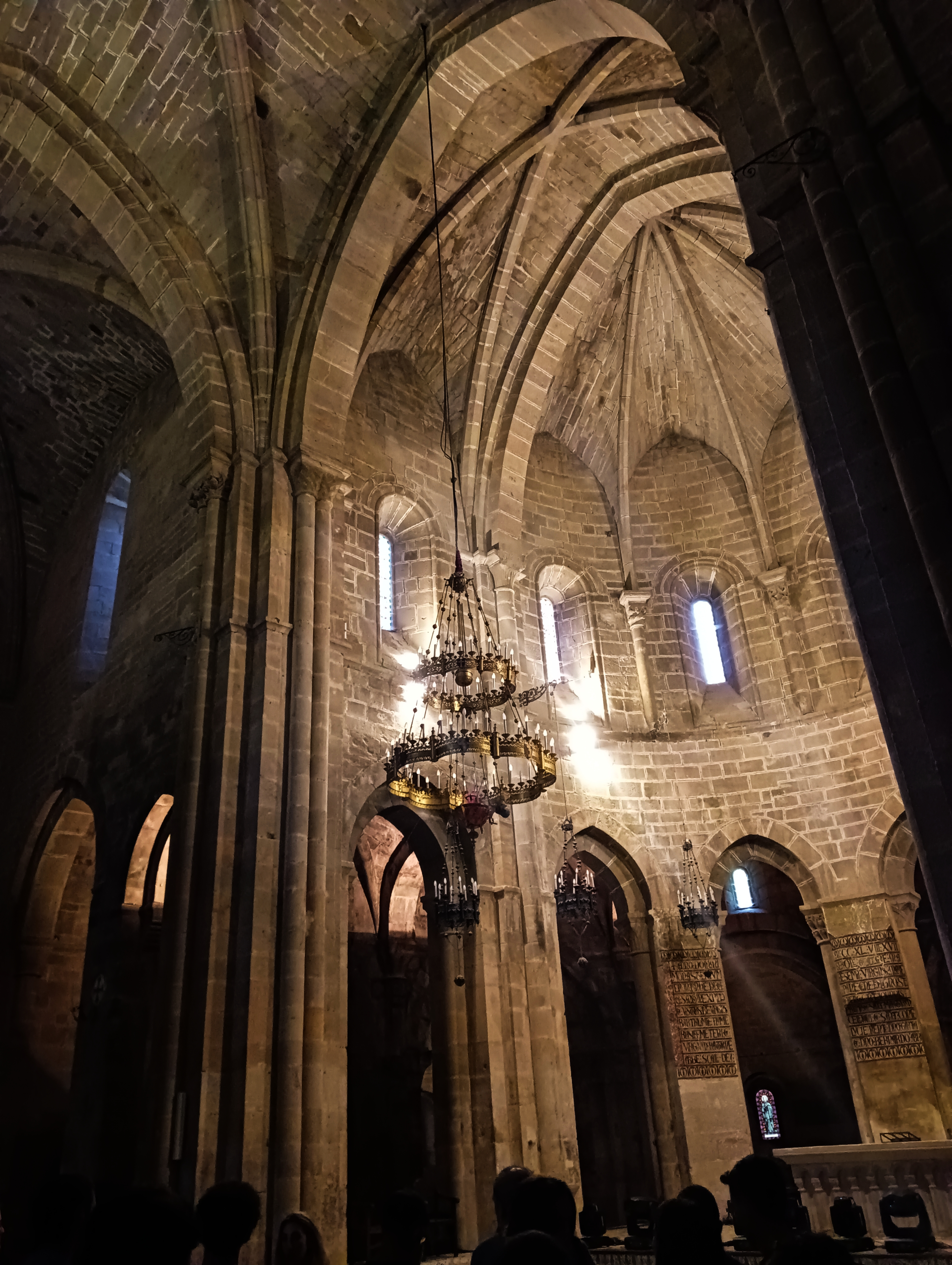
Innenraum

Die Basilika Santo Sepulcro ist eine römisch-katholische Kirche in Calatayud in der spanischen Provinz Aragonien. Die Pfarrkirche der Bistums Tarazona trägt den Titel einer Basilica minor. Die königliche Stiftsbasilika aus dem 17. Jahrhundert war die Hauptkirche des Ritterordens vom Heiligen Grab zu Jerusalem in Spanien und stellt strukturell eine Nachbildung des Heiligen Grabes in Jerusalem dar. Die protobarocke Kirche ist als Kulturgut von aragonesischem Interesse denkmalgeschützt.

## Geschichte
Die erste Kirche an dieser Stelle wurde 1156 von Raimund Berengar IV. erbaut, und fast ein Jahrhundert später, im Jahr 1249, wurde im Auftrag von Jakob I. dem Eroberer eine neue Kirche im Mudéjar-Stil errichtet, die Teil einer Klosteranlage war. Mit dem Bau der heutigen Kirche wurde 1605 begonnen, und das Werk von Gaspar de Villaverde wurde 1613 fertiggestellt.
Am 9. November 2020 wurde ihr der Titel einer Basilica minor verliehen.

## Beschreibung
Die heutige Stiftskirche des Heiligen Grabes befindet sich neben der alten Puerta de Somajas, die heute Puerta de Zaragoza heißt. Mit Ausnahme des Sockels und der Quadersteinfassaden ist der Rest der Kirche aus Backstein gebaut. Die strenge Fassade besteht aus quadratischen und rechteckigen Feldern mit Ziegelsteinen. In der ersten Etage gibt es drei Türen, die Zugang zu den Kirchenschiffen bieten. Das Hauptportal weist im Tympanon ein Kalksteinrelief auf, das die Grablegung Christi darstellt. Die Seitenschiffe werden durch das Patriarchenkreuz gekrönt. Die zweite Etage mit einer großen zentralen Öffnung wird von einem dreieckigen Giebel abgeschlossen, der von drei Fialen gekrönt wird. Die Fassade wird von zwei Türmen flankiert, die jeweils aus drei quadratischen Teilen bestehen und eine achteckige Spitze mit einem konischen Turmaufsatz haben.
Im Inneren handelt es sich um eine monumentale Kirche mit drei Schiffen, getrennt durch toskanische Säulen, die Rundbögen tragen. An das breitere Mittelschiff fügt sich das nicht über die Seitenschiffe herausragende Querschiff und ein tiefer Chor. Das Mittelschiff ist von einem Tonnengewölbe mit Lünetten überspannt, die Seitenschiffe mit Kreuzgratgewölben bedeckt. Über der Vierung erhebt sich eine Kuppel auf einem Tambour und Hängezwickeln. Zwischen den acht Fenstern des Tambours stehen ebenso viele Engel mit den Attributen der Passion.

## Ausstattung
Auf den Altarbildern wird die gesamte Passion Christi dargestellten, das Retabel umfasst acht seitliche  Altarbilder. Ein Baldachin im Chor wurde Mitte des 18. Jahrhunderts von dem Bildhauer Félix Malo geschaffen, er ist ein vollständig barockes Kunstwerk aus Marmor und vergoldetem Holz. Das Bild des liegenden Christus wird flankiert von den Schnitzereien des Josef von Arimathäa und des Nikodemus, das Ganze wird gekrönt von einem Bild des auferstandenen Christus und zwei Engeln mit dem Leichentuch und dem Grabstein. Auf beiden Seiten des Baldachins befinden sich zwei Türen zum Chor, die aus Nussbaumholz geschnitzt sind und die Basreliefbüsten von Maria Magdalena und Maria Kleophas zeigen.
Das zweireihige Chorgestühl stammt aus dem 17. Jahrhundert und erhielt im 18. Jahrhundert ornamentale Details. Am Chorgestühl ist ein Relief des heiligen Augustinus eingeschnitten, da die Chorherren der Grabeskirche der Regel des  Augustinus folgen.

## Kreuzgang

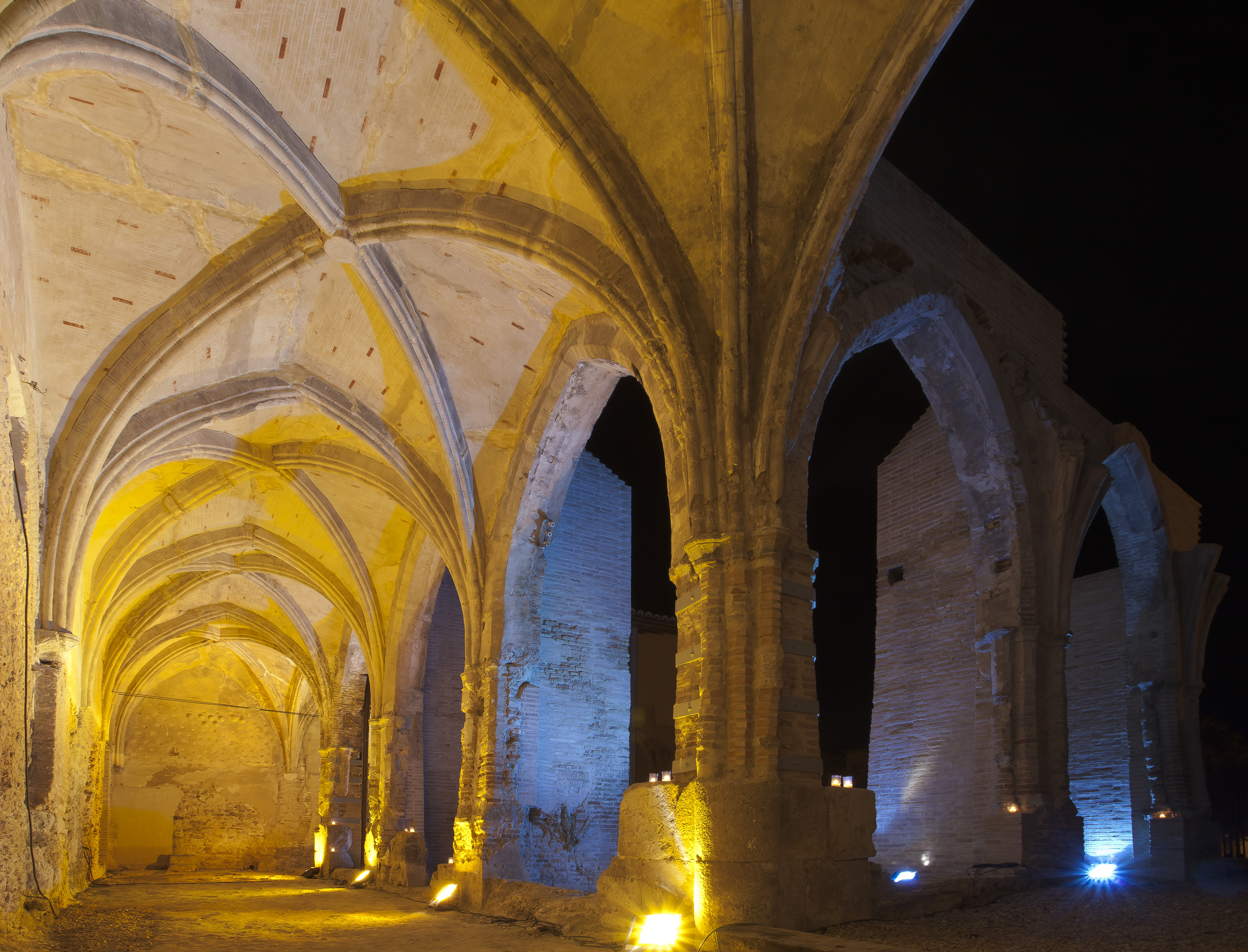
Kreuzgang

Der Kreuzgang der ursprünglichen Mudéjarkirche aus dem 13. Jahrhundert ist bis heute erhalten. Der restaurierte Mudéjar-Kreuzgang wird als Vorbild für weitere in Aragon gesehen. Er hat einen quadratischen Grundriss von etwas mehr als 20 Metern pro Seite mit fünf Abschnitten pro Galerie, die von einem einfachen Kreuzrippengewölbe bedeckt sind. Im Inneren der Galerien ist ein Teil der ursprünglichen Bemalung erhalten geblieben. Die Restaurierung des verfallenen Kreuzgangs begann in den 1980er Jahren.